# Аои, Эйр
Эир Аои (яп. 藍井 エイル Аои Эиру, 30 ноября 1988) — японская поп-певица и автор песен. Родилась в Саппоро, Хоккайдо. Работала по контракту с SME Records до 2016 года, затем сменила лейбл на Sacra Music. У Аои красивый и впечатляющий голос, который сложно спутать с другими. Она выступала в Азии, Европе и Северной Америке.

## Биография
Аои любит петь с детства, начала свою карьеру в старшей школе с созданной ею группы. После окончания старшей школы бросила петь, но позже открыто заявила о намерении продолжать. Была замечена благодаря каверам на Nico Nico. После выпуска она работала гравюрной моделью под псевдонимом Юи Арисава. После ухода из модельной карьеры, Эир продолжала выступать и 19 октября 2011 года выпустила свой дебютный сингл «Memoria», который используется как первая закрывающая тема в аниме Fate/Zero. Она выпустила ряд Аниме песен, большинство из которых стали хитами. Её второй сингл «Aurora», выпущенный 5 сентября 2012 года, используется как четвёртая открывающая тема в аниме Mobile Suit Gundam AGE. Её третий сингл «Innocence» был выпущен 21 ноября того же года, и используется в Sword Art Online. Первый альбом Эир, BLAU, был выпущен 30 января 2013 года. Четвёртый сингл, «Cobalt Sky», вышел 26 июня. Её пятый сингл «Sirius», вышедший 13 ноября, вместе с песней «Sanbika» был использован в аниме Kill la Kill. Шестой сингл, «Niji no Oto» (яп. 虹の音 звук радуги), вышел 1 января 2014 года и используется в Sword Art Online: Extra Edition. Седьмой сингл «Ignite», выпущенный 20 августа 2014 года, используется как первый опенинг в Sword Art Online 2. Её восьмой сингл «Tsunagaru Omoi», выпущенный 12 ноября 2014 года, используется в качестве открывающей темы TBS Ranku ōkoku. Её девятый сингл «Genesis», выпущенный 18 февраля 2015 года, используется в качестве закрывающей темы для 2-го сезона аниме Aldnoah Zero. Её десятый сингл, «Lapis Lazuri», был выпущен 22 апреля 2015 года, и используется в качестве закрывающей темы аниме The Heroic Legend of Arslan. Её цифровой сингл, «Cynthia no Hikari» (シンシアの光 Cynthia’s Light), Был выпущен 25 марта 2015 года, и используется в качестве открывающей темы видео игры Sword Art Online: Lost Song. Её четвёртый альбом, «D’Azur», опубликован 24 июня 2015 года. Её одиннадцатый сингл «Shoegazer», был выпущен 28 октября 2015 года. В ноябре 2015 года, Аои сделала видео сообщение, что она будет работать над открывающей темой Digimon World: Next Order. После чего 2 марта 2016 года она выпустила 12-й сингл «Accentier», который и стал темой видео-игры. 5 июня 2016 года Аои опубликовала в своём Твиттере видео и сообщила о выпуске новой песни, которая будет использована в качестве опенинга в новом аниме-телесериале The Heroic Legend of Arslan: Dust Storm Dance, и 20 июля 2016 был выпущен 13-й сингл «Tsubasa».
В октябре 2016 года, после продолжительных приступов плохого самочувствия, Аои объявила о бессрочном перерыве в музыкальной деятельности в последующем двухдневном концерте в Nippon Budokan в ноябре 2016 года.
7 февраля 2018 года на официальном канале YouTube было опубликовано новое музыкальное видео. В нём Аои исполняет свою новую песню Yakusoku (обещание), а 8 февраля 2018 года в официальном твиттере певицы было опубликовано заявление, что Аои возобновляет полноценную музыкальную деятельность уже этой весной. 16 апреля 2018 года Аои объявила о своём первом сольном концерте за 21 месяц после её выступления в Будокане в ноябре 2016 года Также её руководство объявило, что она перешла на музыкальный лейбл Sacra Music. 7 марта 2018 было подтверждено что её следующий проект будет открывающая тема для аниме Sword Art Online Alternative Gun Gale Online - песня под названием «Ryūsei» (流星 Метеор). Песня «Ryūsei» была выпущена в цифровом формате 22 апреля 2018, и выпущена на диске вместе с песней «Yakusoku» 13 июня 2018 как её 14-й сингл.

## Дискография

### Альбомы
| Год  | № | Название | Дата выхода | Тип              | Пиковая позиция в чарте Oricon |
| ---- | - | -------- | ----------- | ---------------- | ------------------------------ |
| 2012 | 1 | Prayer   | 11 апреля   | Дань уважения    | 12                             |
| 2013 | 2 | Blau     | 30 января   | Студийный альбом | 4                              |
| 2014 | 3 | AUBE     | 29 января   | Студийный альбом | 6                              |
| 2015 | 4 | D’AZUR   | 24 июня     | Студийный альбом | 4                              |

### Синглы
| Год  | №  | Название                               | Дата выхода | Пиковая позиция в чарте Oricon | Альбом | Использован в                                 |
| ---- | -- | -------------------------------------- | ----------- | ------------------------------ | ------ | --------------------------------------------- |
| 2011 | 1  | «Memoria»                              | 19 октября  | 8                              | Blau   | Fate/Zero / 1 ED                              |
| 2012 | 2  | «Aurora»                               | 5 сентября  | 22                             | Blau   | Mobile Suit Gundam AGE / 4 OP                 |
| 2012 | 3  | «Innocence»                            | 21 ноября   | 6                              | Blau   | Sword Art Online / 2 OP                       |
| 2013 | 4  | «Cobalt Sky»                           | 26 июня     | 18                             | AUBE   | —                                             |
| 2013 | 5  | «Sirius»                               | 13 ноября   | 21                             | AUBE   | Kill la Kill / 1 OP                           |
| 2014 | 6  | «Niji no Oto» (яп. 虹の音 звук радуги) | 1 января    | 11                             | AUBE   | Sword Art Online Extra Edition / OP           |
| 2014 | 7  | «Ignite»                               | 20 августа  | 9                              | D’AZUR | Sword Art Online II / 1 OP                    |
| 2014 | 8  | «Tsunagaru Omoi»                       | 12 ноября   | 20                             | D’AZUR | TBS Ranku ōkoku / OP                          |
| 2015 | 9  | «GENESIS»                              | 18 февраля  | 17                             | D’AZUR | Aldnoah zero TB 2 / 1 ED                      |
| 2015 | 10 | «Lapis Lazuri»                         | 22 апреля   | 13                             | D’AZUR | Arslan Senki / 1 ED                           |
| 2015 | 11 | «Shoegazer»                            | 28 октября  | 26                             |        | —                                             |
| 2016 | 12 | «Accentier»                            | 2 марта     | 14                             |        | Digimon World: Next Order / PS Vita software  |
| 2016 | 13 | «Tsubasa»                              | 20 июля     | 9                              |        | The Heroic Legend of Arslan: Dust Storm Dance |
| 2018 | 14 | «Ryusei»                               | 6 июня      | 8                              |        | Sword Art Online Alternative: Gun Gale Online |

### Видеоальбомы
| Год  | № | Название                                                                | Дата выхода |
| ---- | - | ----------------------------------------------------------------------- | ----------- |
| 2015 | 1 | Eir Aoi Special Live 2014 〜IGNITE CONNECTION〜 at TOKYO DOME CITY HALL | 25 марта    |
| 2016 | 2 | Eir Aoi Special Live 2015 WORLD OF BLUE at 日本武道館 (Nihon Budōkan)   | 10 февраля  |

### Использование песен
| Музыка            | Использование в                                      |
| ----------------- | ---------------------------------------------------- |
| MEMORIA           | Fate/Zero / 1 ED                                     |
| AURORA            | Mobile Suit Gundam AGE / 4 OP                        |
| INNOCENCE         | Sword Art Online / 2 OP                              |
| Avalon Blue       | TBS Ranku ōkoku / OP декабрь 2012 — январь 2013      |
| Avalon Blue       | Kaikin! Bakuro naito / ED 2013                       |
| Sora wo Aruku     | Hausutenbosu / Фестиваль миллиона роз                |
| Cobalt Sky        | Count Down TV июль 2013                              |
| Sirius            | Kill la Kill / 1 OP                                  |
| Sanbika           | Kill la Kill / Вставка                               |
| Kuroi Uta         | PS3 игра Drakengard 3 / OP                           |
| Niji no Oto       | Sword Art Online Extra Edition / OP                  |
| KASUMI            | Futtonda / ED январь 2014                            |
| KASUMI            | Myūjikku doragon / Вставка                           |
| IGNITE            | Sword Art Online II / 1 OP                           |
| Tsunagaru Omoi    | TBS Ranku ōkoku / OP 10 ноября 2014                  |
| GENESIS           | Aldnoah zero TB 2 / 1 ED                             |
| Cynthia no Hikari | PS3 — PS Vita игра Sword Art Online — Lost Song / OP |
| Lapis Lazuri      | Arslan Senki / 1 ED                                  |
| Accentier         | PS Vita Digimon World: Next Order / Вставка          |
| Tsubasa           | The Heroic Legend of Arslan: Dust Storm Dance        |
| Ryusei            | Sword Art Online Alternative: Gun Gale Online        |

## Выступления вживую
| Год  | Тип             | Название                                        | Место проведения |
| ---- | --------------- | ----------------------------------------------- | --- |
| 2012 | Сольный концерт | Eir Aoi First Live 2012 -Autumn-                | 22 сентября, Shibuya duo MUSIC EXCHANGE |
| 2012 | Гастроли        | Eir Aoi Зима одного актёра в Токио и Осаке      | 20 декабря, Osaka RUIDO 25 декабря, Ebisu LIQUIDROOM |
| 2013 | Гастроли        | Eir Aoi BLAU TOUR 2013                          | 24 февраля, Umeda CLUB QUATTRO 10 марта, Sapporo COLONY 15 марта, Akasaka BLITZ |
| 2013 | Сольный концерт | Eir Aoi Special Live 2013 ～Starlight Reunion～ | 28 октября, Shibuya Public Hall |
| 2014 | Гастроли        | Eir Aoi AUBE TOUR 2014                          | 14 марта, TSUTAYA O-EAST 16 марта, Sapporo Сube garden 28 марта, Fukuoka DRUM Be-1 4 апреля, Nanba Hatch 11 апреля, Nagoya Electric Lady Land 18 апреля, Shibuya kōkaidō (Зрительный зал) |
| 2014 | Гастроли        | Eir Aoi Special Live 2014 ～IGNITE CONNECTION～ | 25 октября, NHK Ōsaka hall 16 ноября, Tokyo Dome City Hall |
| 2015 | Гастроли        | Eir Aoi LIVE TOUR 2015 ～BEYOND THE LAPIS～     | 24 мая, Sendai Darwin 30 мая, Tokushima Club GRINDHOUSE 31 мая, Kanazawa Vanvan V4 4 июня, Hiroshima Namikijankushon 7 июня, Ōsaka Nanba Hatch 10 июня, Nagoya Btomurain 14 июня, Fukuoka DRUM LOGOS 18 июня, Sapporo PENNY LANE 24 27 июня, Tōkyō Toyosu PIT |
| 2015 | Гастроли        | Eir Aoi WORLD TOUR 2015 -ROCK THE WORLD!-       | 5 июля, Париж ・Выставочный центр Paris-Nord Villepinte (Japan Expo) 10-11 июля, Лондон ・The O2 （Hyper Japan Festival 2015） 25 июля, Шанхай Большая сцена （Bilibili Macro Link 2015） 8 августа, Сан-Франциско ・Fort Mason Center （J-POP SUMMIT 2015） 26 сентября, Атланта ・Cobb Galleria Centre （Anime Weekend Atlanta） 3 октября, Сингапур ・Hard Rock Hotel Singapore Coliseum 24 октября, Тайбэй ・ATT SHOW BOX 25 октября, Гонконг ・MacPherson Stadium |
| 2015 | Сольный концерт | Eir Aoi Special Live 2015 ～WORLD OF BLUE～     | 2 ноября, Ниппон Будокан |
| 2018 | Сольный концерт | Eir Aoi Special Live 2018 ~RE BLUE~             | 16 августа Ниппон Будокан |

### Участие в событиях
Мобильный сайт «Mobaeiru»
- Эир Аои и Mobaeiru Участники Специального Лайва 27 мая 2012 Nogizaka

Официальный фан-клуб «EIRLAND»
| Год  | Название                                                       | Место проведения |
| ---- | -------------------------------------------------------------- | --- |
| 2013 | EIRLAND на Дне памяти                                          | 13 июля, Fukuoka 14 июля, Nagoya 15 июля, Sapporo 20 июля, Tōkyō 21 июля, Ōsaka                                                                        |
| 2014 | EIRLAND на открытии первой годовщины! Участник лайва!!         | 21 июля, Tōkyō Harajuku Астрономический зал 22 июля, Ōsaka ESAKA MUSE                                                                                  |
| 2015 | EIRLAND на открытии второй годовщины!! Благодарность событиям! | 18 июля, Fukuoka DRUM SON 20 июля, Tōkyō Shibuya TAKE OFF 7 1 августа, Sapporo cube garden 2 августа, Ōsaka Knave 16 августа, Nagoya Heart Land Studio |

### Концерты

#### 2012
- TYPE-MOON Fes. −10TH ANNIVERSARY EVENT- (7-8 июля, Pacifico Yokohama[англ.] Зал Национального университета)
- Risuani! CIRCUIT Vol.02 (14 июля, Ebisu LIQUIDROOM)
- Animelo Summer Live[англ.] 2012 -INFINITY∞- Первый день (25 августа, Saitama Super Arena)
- Machi ★ Asobi vol.9 (7-8 октября, Mount Bizan[англ.] Саммит Rinkan)
- DENGEKI MUSIC LIVE!! BATTLE STAGE (20 октября, Makuhari Messe Мероприятие в зале)
- NHK Fukuihōsōkyoku 80-летие начала вещания FUKUI Фестиваль Аниме песен! (22 декабря)

#### 2013
- Risuani! LIVE 3 SUNDAY STAGE (27 января, Ниппон Будокан)
- Accel World × Sword Art Online Офлайн заседание 3 (17 февраля, U-Port Hall)
- Kyushu Asahi Broadcasting[англ.] KBC Выбор! (3 марта, Fukuoka SKALA ESPACIO)
- KAWAii!! MATSURi (20 апреля, Tokyo Metropolitan Gymnasium)
- Ультра-конференция Nico Nico 2, Ультра Anison Fes (28 апреля, Международный Выставочный Центр Makuhari Messe)
- Machi ★ Asobi vol.10 (5 мая, Tokushima[англ.] Shinmachibashi, Сцена Восточного парка)
- @JAM 2013 Anison Day supported by Risuani! TV (22 июня, Zepp DiverCity Tokyo)
- TOYAKO Manga ・Anime Festa[яп.] 2013 (23 июня, Культурный центр Toyako)
- Одайба США 2013 Mezamashi Live (19 июля, Цинхай специальная парковка ・США OpenSummer Stadium)
- AnimagiC 2013 (26-28 июля, Германия ・Бонн Бетховен Холл)
- Рядом с морем! 2013 (16 августа, Yuigahama[англ.] Купание на пляже SEACRET BOX BY OTODAMA)
- Animelo Summer Live 2013 -FLAG NINE- Второй день (24 августа, Saitama Super Arena)
- Kitamae↑ Sapporo☆Manga Anime Festival ANI-SON LIVE Первый день (31 августа, Sapporo Art Park открытая сцена)
- ANIME FESTIVAL ASIA INDONESIA 2013 (6-7 сентября, Конференц-центр Джакарты)
- Inazuma Rock Fes 2013 FREE AREA Развлечения Второй день (22 сентября, Shiga, Kusatsu, полуостров Karasuma Shibafu hiroba)
- Risuani! CIRCUIT Vol.04 (23 сентября, Shinjuku BLAZE)
- Mezamashi LIVE ISLAND TOUR 2013 in Sapporo (2 октября, Zepp Sapporo)
- Machi ★ Asobi vol.11 (14 октября, Mount Bizan[англ.] Саммит Rinkan)
- Kyushu Asahi Broadcasting[англ.] V3 Осенний фестиваль урожая (19 октября, Fukuoka SKALA ESPACIO)
- ANIME FESTIVAL ASIA 2013 (9 ноября, Suntec Singapore International Convention and Exhibition Centre[англ.])
- Act Against AIDS 2013 LIVE in Centrair (1 декабря, Chubu Centrair International Airport[англ.] Плаза)
- LIVE DAM presents「DCS Rally Entertainment 2013 〜Rise〜」(25 декабря, Roppongi Nikofare)

#### 2014
- Risuani! LIVE 4 SUNDAY STAGE (26 января, Ниппон Будокан)
- Полный оркестр Сакуры, Раздел II-й группы. Ночь Музыки Аниме и Сакуры (1 марта, Taipei ATT Show Box)
- Kyushu Asahi Broadcasting[англ.] KBC Выбор! 2014 (2 марта, Fukuoka SKALA ESPACIO)
- Ультра-конференция Nico Nico 3, Ultra Music Festival 2014, Второй день (27 апреля, Makuhari Messe)
- Machi ★ asobi vol.12 (4 мая, Tokushima[англ.] Shinmachibashi, Сцена Восточного парка)
- Super☆Premium vol.5 (17 мая, Zepp Nagoya)
- GO LIVE VOL.2 (20 июня, EX THEATER ROPPONGI)
- 「Sword Art Online II」Hōsō kaishi kinen SP Live (26 июня, Shinjuku BLAZE])
- Ontama OTODAMA SEA STUDIO 2014 〜KAWAII 2014〜(13 июля, Побережье Города Zushi OTODAMA SEA STUDIO)
- Одайба Новый Мир 2014 Mezamashi Live (22 июля, Цинхай специальная парковка ・ Shintairiku GreatSummer Сцена стадиона)
- World Cosplay Summit[англ.] Zen’yasai NAGOYA Anison Fes 2014 World (1 августа, Nagoya Civic Assembly Hall)
- Animelo Summer Live 2014 -ONENESS- Первый день (29 августа, Saitama Super Arena)
- Kitamae↑ Sapporo☆Manga Anime Festival Anison Live на открытом воздухе「Anifore」 Второй день (15 сентября, Sapporo Art Park открытая сцена)
- Посвящение Heian Shrine LIVE 2014 Для всех возрастов！NIPPON NIGHT (21 сентября, Heian Shrine Специальная сцена)
- ELECTRICK Halloween 2014 (31 октября, Парк развлечений Seibuen)
- J-FEST 2014 (30 ноября, Россия ・ Москва Гостиница Космос)

#### 2015
- Risuani! LIVE 5 SATURDAY STAGE (24 января Ниппон Будокан)

## Участие в мероприятиях

### ТВ программы

#### Музыкальные программы
- J-MELO[англ.] (NHK World TV)
  - 14 июля 2013,「Discovery ・ Особое」 Исполнение: Cobalt Sky
  - 14 июня 2015,「Anison Special часть 1」 Исполнение: Lapis Lazuri
  - 16 августа 2015,「Europe special」Исполнение: Lapis Lazuri
  - 1 ноября 2015,「Live в честь 10-летнего юбилея」Исполнение: Sirius, KASUMI, Cynthia no Hikari, Lapis Lazuri, IGNITE
- Dahsyat (Индонезия ・RCTI TV 5 сентября 2013 Исполнение: INNOCENCE)
- Крупнейший в мире фестиваль Аниме песен Animelo Summer Live〜(NHK BS Премиум)
  - 24 ноября 2013,「Вторая ночь 2013」Исполнение: AURORA
  - 23 ноября 2014,「2014 Vol.2 Первый день, Продолжение」Исполнение: IGNITE
- Count Down TV[англ.] Special (TBS TV)
  - 1 января 2014,「Канун Нового года Премьер Live 2013→2014」Исполнение: Cobalt Sky
  - 28 июня 2015,「Музыка до утра Live」Исполнение: IGNITE, Lapis Lazuri
- Премьер MelodiX! (TV Tokyo)
  - 6 января 2014, Исполнение: Niji no Oto
  - 20 апреля 2015, Исполнение: Lapis Lazuri
- Музыка Dragon (Nippon Television, 24 января 2014, Исполнение: KASUMI)
- Yumechika18 (Hokkaido Television Broadcasting[англ.])
  - 24 февраля 2014, Исполнение: A New Day
  - 27 июля 2015, только Интервью
- Музыка дня (TBS, 8 февраля 2014, Исполнение: IGNITE)
- Bazurizumu (Nippon Television, 1 мая 2015, Исполнение: Lapis Lazuri
- Music Station[англ.] (TV Asahi 8 мая 2015, Исполнение: IGNITE)
- MUSIC JAPAN (NHK General TV)
  - 10 мая 2015, Исполнение: Lapis Lazuri
  - 22 ноября 2015, Исполнение: Shoegazer

#### Другое
- Давай! Поговорим (Hokkaido Cultural Broadcasting[англ.], 31 января 2014)
- Закон R (NHK Educational TV[англ.], 7 июля 2015, Исполнение: Lapis Lazuri)
- TVhDōshinNEWS (Television Hokkaido[англ.], 24 июня 2015)
- Do! Local (Television Hokkaido[англ.], 20 февраля 2016)

### Радиопрограмма

#### Регулярное
- EIR⇔LINE (FM Hokkaido 4 октября 2012 — 27 марта 2013, среда с 20:30 до 20:55)